# Percy Gardner
Percy Gardner (Londres, 24 novembre 1846 - Oxford, 17 juin 1937) est un archéologue et numismate britannique.

## Biographie
Frère d'Ernest Arthur Gardner, il enseigne l'archéologie classique à Cambridge et à Oxford et, en 1880, fait partie des fondateurs du Journal of Hellenistic Studies.
Réunissant à l'Ashmolean Museum la collection des marbres antiques de l'Université, il constitue avec Arthur Evans la bibliothèque d'archéologie de l'Ashmolean et, en 1907, fait instaurer le diplôme d'archéologie classique.
Percy Gardner est surtout célèbre pour avoir formé de nombreux archéologues comme Leonard Woolley, Vere Gordon Childe, John Linton Myres ou John Davidson Beazley.

## Travaux
- The Types of Greek Coins, 1883
- New Chapters in Greek History, 1892
- Catalogue of Greek Vases in the Ashmoleoan Museum, 1893
- Principles of Greek Art, 1913
- Histoire du monnayage antique, 700-300 av. J-C., 1918